# 日御碕神社
日御碕神社（ひのみさきじんじゃ）是位在日本島根縣出雲市的神社。為式內社、舊社格為國幣小社（現神社本廳的別表神社）。

## 概要
下之本社（日沈之宮・日沉之宮）祭神是天照大御神、上之本社（神之宮）祭神是神素盞嗚尊，兩本社總稱日御碕大神宮。出雲國神佛靈場20番。
「日沈之宮」之名的由來是相對於伊勢神宮「守護日之本的白天」，日御碕神社「守護日之本的夜晚」 的「勅命」。

## 周辺情報
- 日御碕
- 出雲日御碕燈塔

## 關連項目
- 神社
- 出雲國

## 外部連結
- 日御碕神社 （页面存档备份，存于）